# Clathria micropunctata
Clathria micropunctata är en svampdjursart som först beskrevs av Burton och Rao 1932.  Clathria micropunctata ingår i släktet Clathria och familjen Microcionidae. Inga underarter finns listade i Catalogue of Life.